# La Salina
La Salina est une île de la lagune de Venise, en Italie.